# G.P. Tennis Manager
G.P. Tennis Manager is een computerspel dat werd ontwikkeld en uitgegeven door Simulmondo. Het spel kwam in 1991 uit voor de Amiga en de Commodore 64.
In dit spel moet de speler een tennisspeler managen. Bij aanvang van het spel krijgt de speler een bedrag van $ 30.000 (Amiga) en $ 50.000 (C64) en staat de speler onderaan de top 100-ranglijst van tennisspelers. De speler kan de tenniswedstrijden zelf spelen of het resultaat door de computer laten bepalen.

## Platforms
| Platform     | Jaar |
| ------------ | ---- |
| Amiga        | 1991 |
| Commodore 64 | 1991 |